# 미코싸이올
미코싸이올(영어: mycothiol)은 방선균에서 발견되는 특이한 싸이올 화합물이다. 미코싸이올은 글루코사민과 연결된 아세틸화된 아미노기를 가지고 있는 시스테인 잔기로 구성되어 있으며, 이어서 이노시톨과 연결되어 있다. 산화된 이황화 형태의 미코싸이올(MSSM)을 미코싸이올이라고 하며, 플라보단백질인 미코싸이온 환원효소에 의해 미코싸이올로 환원된다. 미코싸이올 생합성 및 미코싸이올 의존적 효소(예: 미코싸이올 의존적 폼알데하이드 탈수소효소, 마이코싸이온 환원효소)는 결핵 치료제 개발을 위한 훌륭한 약물 표적으로 제안되어 왔다.

## 같이 보기
- 글루타티온: 다른 세균들에서 유사한 기능을 수행함.
- 바실리싸이올